# Coelorinchus aratrum
Coelorinchus aratrum es una especie de pez de la familia Macrouridae en el orden de los Gadiformes.

## Morfología
• Los machos pueden llegar alcanzar los 35,5 cm de longitud total.

## Hábitat
Es un pez de aguas profundas que vive entre 523-730 m de profundidad.

## Distribución geográfica
Se encuentra en el Pacífico: islas de Oahu y Kauai (Hawái ). Iwan.